# Dolichopoda cassagnaui
Dolichopoda cassagnaui is een rechtvleugelig insect uit de familie grottensprinkhanen (Rhaphidophoridae). De wetenschappelijke naam van deze soort is voor het eerst geldig gepubliceerd in 1971 door Boudou-Saltet.
1. ↑  (en) Dolichopoda cassagnaui op de IUCN Red List of Threatened Species.